# Bechtsrieth
Bechtsrieth är en kommun och ort i Landkreis Neustadt an der Waldnaab i Regierungsbezirk Oberpfalz i förbundslandet Bayern i Tyskland. 
Bechtsrieth uppgick 1 januari 1978 i kommunen Irchenrieth men blev 1 januari 1994 åter en självständig kommun.
Kommunen ingår i kommunalförbundet Schirmitz tillsammans med kommunerna Irchenrieth, Pirk och Schirmitz.